# Evstàthios Khorafàs
Evstàthios Khorafàs (en grec Ευστάθιος Χωραφάς) va ser un nedador grec que va prendre part en els Jocs Olímpics de 1896, a Atenes.
Khorafàs va ser l'únic nedador que va disputar i acabar les tres proves obertes dels Jocs d'Atenes, les quals es van disputar de manera consecutiva el matí de l'11 d'abril. Acabà en tercera posició dels 500 metres lliures i dels 1200 metres lliures, mentre es desconeix la posició als 100 metres lliures.